# Ебергецен
Ебергецен (њем. Ebergötzen) општина је у њемачкој савезној држави Доња Саксонија. Једно је од 29 општинских средишта округа Гетинген. Према процјени из 2010. у општини је живјело 1.824 становника. Посједује регионалну шифру (AGS) 3152008.

## Географски и демографски подаци
Ебергецен се налази у савезној држави Доња Саксонија у округу Гетинген. Општина се налази на надморској висини од 190 метара. Површина општине износи 19,7 km². У самом мјесту је, према процјени из 2010. године, живјело 1.824 становника. Просјечна густина становништва износи 93 становника/km².